# Wanderléa
Wanderléa (Governador Valadares, 1944) est une chanteuse, compositrice, actrice et instrumentiste brésilienne.
Elle est devenue célèbre pendant le mouvement Jovem Guarda, acquérant son succès avec ses amis Roberto Carlos et Erasmo Carlos dans le programme télévisé du même nom. Elle a travaillé comme actrice principale dans le film brésilien Juventude e Ternura (1968) et dans Roberto Carlos e o Diamante Cor-de-rosa (1970) de Roberto Farias, aux côtés de Roberto et Erasmo.

## Biographie

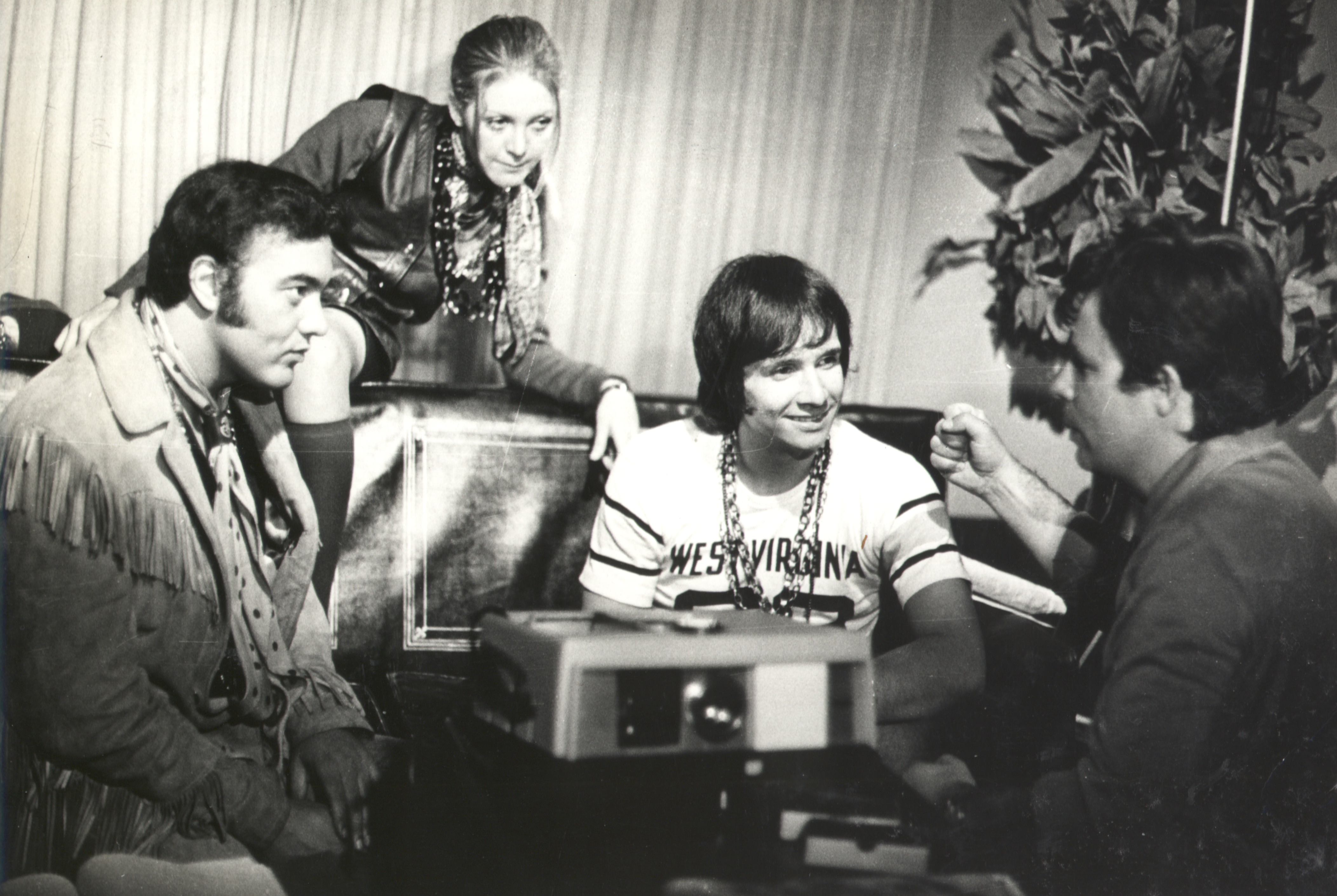
Roberto Carlos, Erasmo Carlos et Wanderléa lors de l'enregistrement du film (1970).

## Discographie
- 1963 - Wanderléa
- 1964 - Quero Você
- 1965 - É Tempo do Amor
- 1966 - A Ternura de Wanderléa
- 1967 - Wanderléa
- 1968 - Pra Ganhar Meu Coração
- 1972 - ...Maravilhosa
- 1975 - Feito Gente
- 1977 - Vamos Que Eu Já Vou
- 1978 - Mais Que a Paixão
- 1981 - Wanderléa
- 1989 - Wanderléa
- 1992 - Te Amo

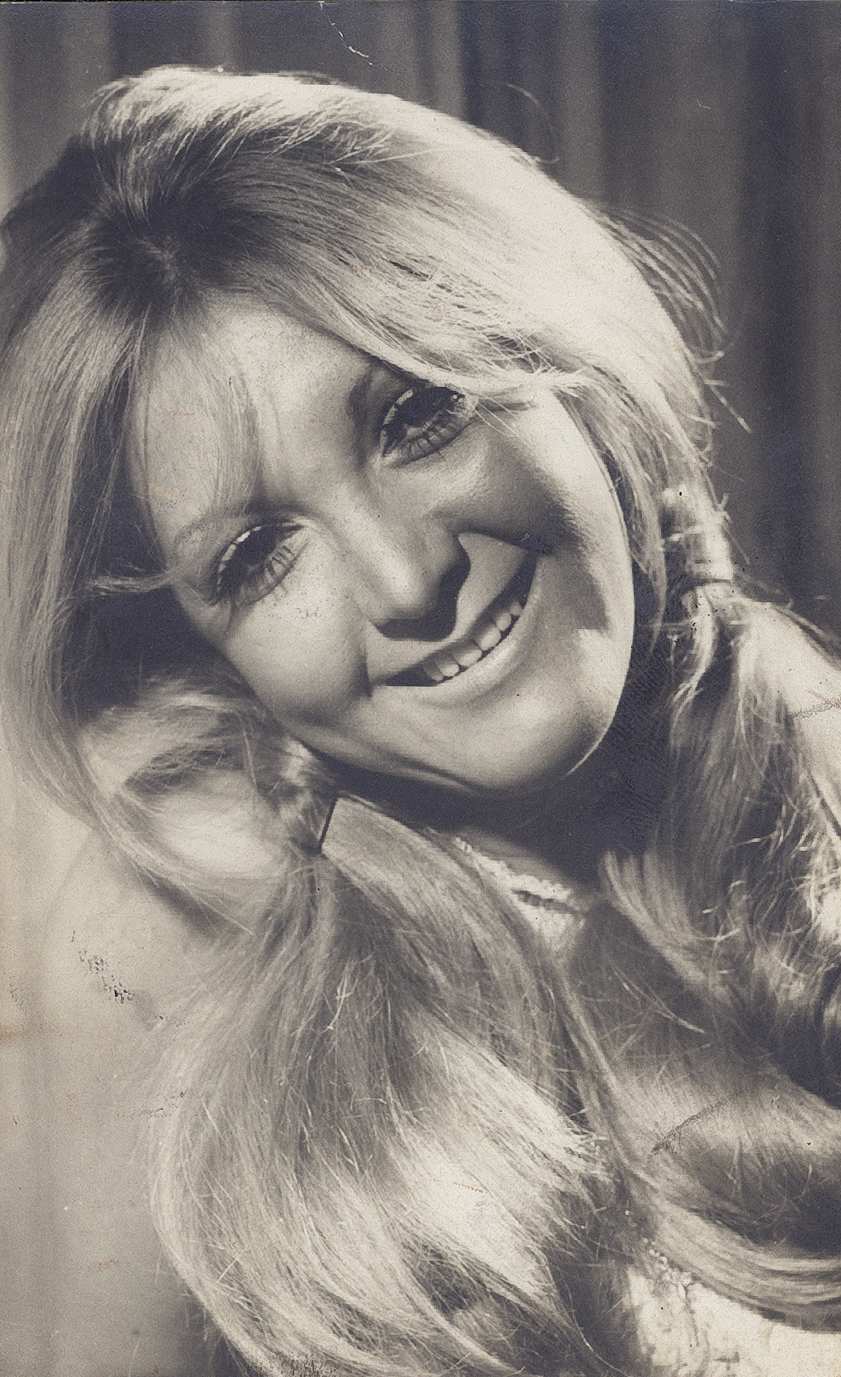
Wanderléa (date inconnue).

- 2003 - O Amor Sobrevivera (Independente)
- 2008 - Nova Estação
- 2013 - Maravilhosa - Ao Vivo
- 2016 - Vida de Artista (Canções de Sueli Costa)[3]
- 2023 - Wanderléia Canta Choros